# Torre Gran (Sant Andreu de Llavaneres)
Torre Gran és una obra de Sant Andreu de Llavaneres (Maresme) inclosa a l'Inventari del Patrimoni Arquitectònic de Catalunya.

## Descripció
Edifici gran de planta complexa, que consta de planta baixa i pis, en alguns llocs hi ha una segona planta. La coberta és independent en cada cos i gairebé sempre és dues vessants. Les teules són vidriades i els elements ornamentals són d'estil modernista. La part baixa de l'edifici és de pedra. Hi ha una xemeneia feta amb fragments de ceràmica blanca molt decorativa. La major part de les obertures són emmarcades amb pedra.